# Tengger-Wüste
Die Tengger-Wüste (mongolisch Тэнгэр элс Tenger els, chinesisch 騰格里沙漠 / 腾格里沙漠, Pinyin Ténggélǐ Shāmò) liegt im südöstlichen Alxa-Gebiet der Inneren Mongolei in der Volksrepublik China.
Sie hat eine Fläche von 47.350 Quadratkilometern und ist die drittgrößte Wanderdünen-Wüste Chinas. Auf mehr als einem Drittel der Fläche gibt es Dünenfelder. Es gibt viele große und kleine Seebecken mit Sümpfen.
Die Wüste dehnt sich immer weiter aus.

## Umweltprobleme
Die Ausdehnung der Tengger-Wüste und ihrer Nachbarin, der Badain-Jaran-Wüste, ist seit den 1950er Jahren zu beobachten. Damals wurden große Mengen Wasser aus den Flüssen zu Bewässerungszwecken abgeleitet und riesige Waldflächen abgeholzt. Seit 1958 haben die lokalen Regierungen die Einwohner für Aufforstungskampagnen mobilisiert, um die Ausbreitung der Wüste zu verhindern. Bis 2004 wurde die Ausdehnung der Wüste in einigen Gebieten auf 10 Meter pro Jahr geschätzt. 2007 legte eine von Einwohnern des Kreises Minqin gegründete gemeinnützige Organisation quadratische Gräben an, die mit Heu und Gras ausgekleidet und später mit Saxaul bepflanzt wurden, um die Sanddünen zu stabilisieren. 2010 kündigten die Zentral- und die Regionalregierung einen Fünfjahresplan zur Wiederaufforstung an, um einen 202 km langen Grüngürtel zwischen den Wüsten Tengger und Badain Jaran zu schaffen. Das Projekt sollte mit 280 Millionen Yuan finanziert werden und die Umsiedlung von 1000 Einwohnern erfordern.